# Похищение и убийство израильских подростков на Западном берегу реки Иордан
Похищение израильских подростков на Западном берегу реки Иордан произошло 12 июня 2014 года, когда трое учеников религиозной школы пропали в районе поселений Гуш-Эцион у Хевронского нагорья, сев в попутный автомобиль. Один из похищенных был гражданином Израиля и США.
Официальные лица Израиля, в том числе премьер-министр Израиля Биньямин Нетаньяху, заявили, что это похищение, и обвинили в его проведении организацию ХАМАС.
ХАМАС свою причастность отрицал до августа 2014 года.
Для поиска пропавших Армией обороны Израиля была проведена масштабная военная операция с использованием беспилотных самолётов.
30 июня около 18.00 тела похищенных были найдены в поле, в районе местечка Хирбат Арнава, к западу от арабского города Хальхуль в предместье Хеврона. 1 июля они были похоронены на городском кладбище Модиина.
20 августа 2014 года член политбюро ХАМАСа шейх Салех аль-Арури на проходящей в Турции конференции «Всемирной ассоциации мусульманских мыслителей» публично заявил, что боевики военного крыла его организации — Бригад «Изз ад-Дин аль-Кассам», спланировали и осуществили похищение трёх израильтян (16-летнего Гилада Шаера, 16-летнего Нафтали Френкеля и 19-летнего Эяля Ифраха).

## Похищение
Вечером 12 июня 2014 года трое учащихся еврейской религиозной школы (16-летний Нафтали Френкель из Ноф-Аялона, 16-летний Гилад Шаер из Тальмона из йешивы «Мекор Хаим» в Кфар-Эцион и 19-летний Эяль Ифрах из Эльада, ученик другой йешивы), возвращаясь домой после занятий в блоке поселений Кфар-Эцион на Западном берегу Иордана в зоне «С» под полным контролем израильской военной администрации, пропали после того, как сели в попутную машину на перекрёстке недалеко от населённого пункта Алон-Швут у арабской деревни близ города Хеврон. Френкель является гражданином Израиля и США. Как правило, ученики йешивы едут попутками от Алон-Швута до перекрёстка Гуш-Эцион, оттуда в Иерусалим, а затем разъезжаются по своим населённым пунктам.
Ифрах в 21:40 по местному времени позвонил домой и сказал, что находится на перекрёстке Гуш-Эцион и пытается поймать попутную машину. Подростков в последний раз и видели у Гуш-Эциона. По данным палестинского информационного агентства Маан, двоим из мальчиков удалось позвонить по телефону, прежде чем они пропали без вести, и армия отслеживала вызов в регионе Санджар. По некоторым данным, одному из подростков в 22:25 удалось позвонить в службу экстренного вызова полиции Кирьят-Арбы, он дважды прошептал «меня похищают!» (или «нас похищают», «я похищен»), после чего связь была потеряна, а дежурный не придал значения этому звонку, так как принял его за шутку. После полуночи, когда Ифрах не добрался домой, его отец около 3 часов ночи пришёл в полицейский участок. Приблизительно в это же время в полицию поступили звонки от родственников Френкеля и Шаера, также не вернувшихся домой, но армия Израиля и ШАБАК были уведомлены о случившемся только около 6 утра.
13 июня сотрудники палестинских служб безопасности нашли сгоревшую машину в районе Хеврона. Автомобиль марки Hyundai I35 с израильскими номерами числился в угоне, а внутри салона были обнаружены сгоревшие мобильные телефоны подростков. Информация об исчезновении троих учеников йешив поступила практически сразу после происшествия, но была запрещена к публикации до 17:10. После этого глава пресс-службы армии бригадный генерал Моти Альмоз сообщил, что «на данный момент наши военные проводят оперативные мероприятия по поиску трёх подростков, пропавших в четверг вечером в районе Гуш-Эциона. Мы делаем всё возможное, чтобы вернуть детей домой». По словам министра обороны Моше Яалона, в сгоревшей машине следы крови найдены не были.
14 июня в полицию обратился израильтянин, сообщивший, что 12 июня примерно в 19 часов подвозил двоих из троих пропавших подростков и провёз их от перекрёстка Сара до перекрёстка Хативат а-Негев, где подростки, вероятно, сели в другую попутную машину, которая довезла их до перекрёстка Алон-Швут. 15 июня министр внутренней безопасности Ицхак Аронович посетил семью Френкеля, где сказал: «Не знаю, имел ли место провал в действиях полицейских, но мне не кажется, что сейчас уместно вдаваться в обсуждение этого вопроса», а информация «требует тщательного изучения и всесторонней проверки». Аронович отметил, что «нашей рабочей версией является то, что похищенные живы, расследование продолжается полным ходом. Мы не опустим руки, пока не вернем наших мальчиков домой. Мне известны все данные, но я предлагаю не заниматься этим сейчас. Я обвиняю в случившемся ХАМАС». Тем не менее Аронович посоветовал журналистам «не заниматься этой темой», в то же время глава полиции Йоханан Данино находился за границей и не счёл нужным срочно вернуться в Израиль, приехав только через 67 часов после похищения подростков.
1 июля была опубликована аудиозапись телефонного разговора Гилада Шаэра со службой экстренного вызова полиции («мокед 100»). Согласно последним данным, в 22:25 Гилад Шаэр позвонил в полицию и успел сообщить о похищении. Продолжительность записи: две минуты и шесть секунд. Но лишь в первые секунды слышны слова Гилада «Меня похитили» и крики похитителей. Вторым каналом ИТВ были опубликованы 50 секунд записи разговора. Мобильные телефоны Гилада Шаэра и Нафтали Френкеля были отключены в 23:20, через 50 минут после телефонного звонка в полицию. Похитители удалили батареи мобильных телефонов, кроме аппарата Эяля Ифраха, продолжавшего работать до 23:50. В это время похитители находились возле деревни Дура, где подожгли машину, на которой было совершено похищение. Ещё до этого террористы спрятали трупы убитых подростков на открытой местности возле Хальхуля. Там они провели 24 минуты. Сообщается, что террористы были предположительно переодеты в ультраортодоксов, а в их машине были найдены диски с записями хасидской музыки. Там были обнаружены восемь пистолетных гильз, следы крови и обрывки одежды подростков, что свидетельствует о сопротивлении.

## Поиски и расследование

### 15 июня

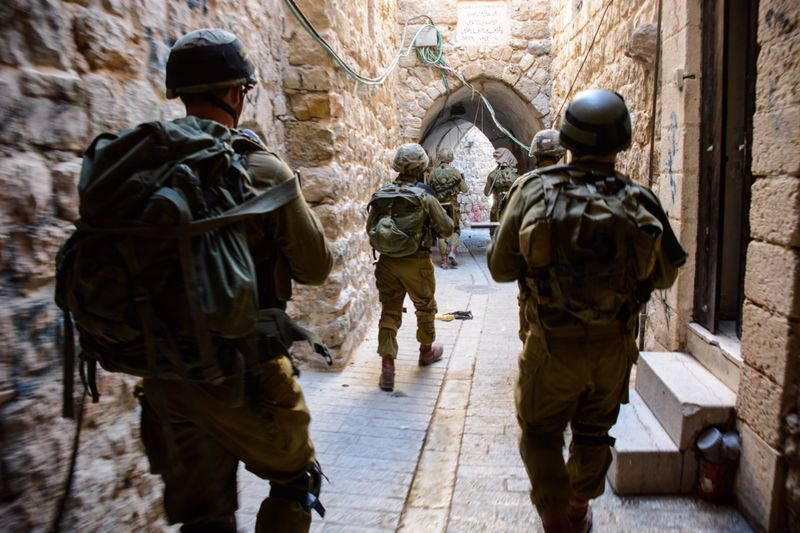
Бригада ЦАХАЛ в районе Хеврона. 14 июня

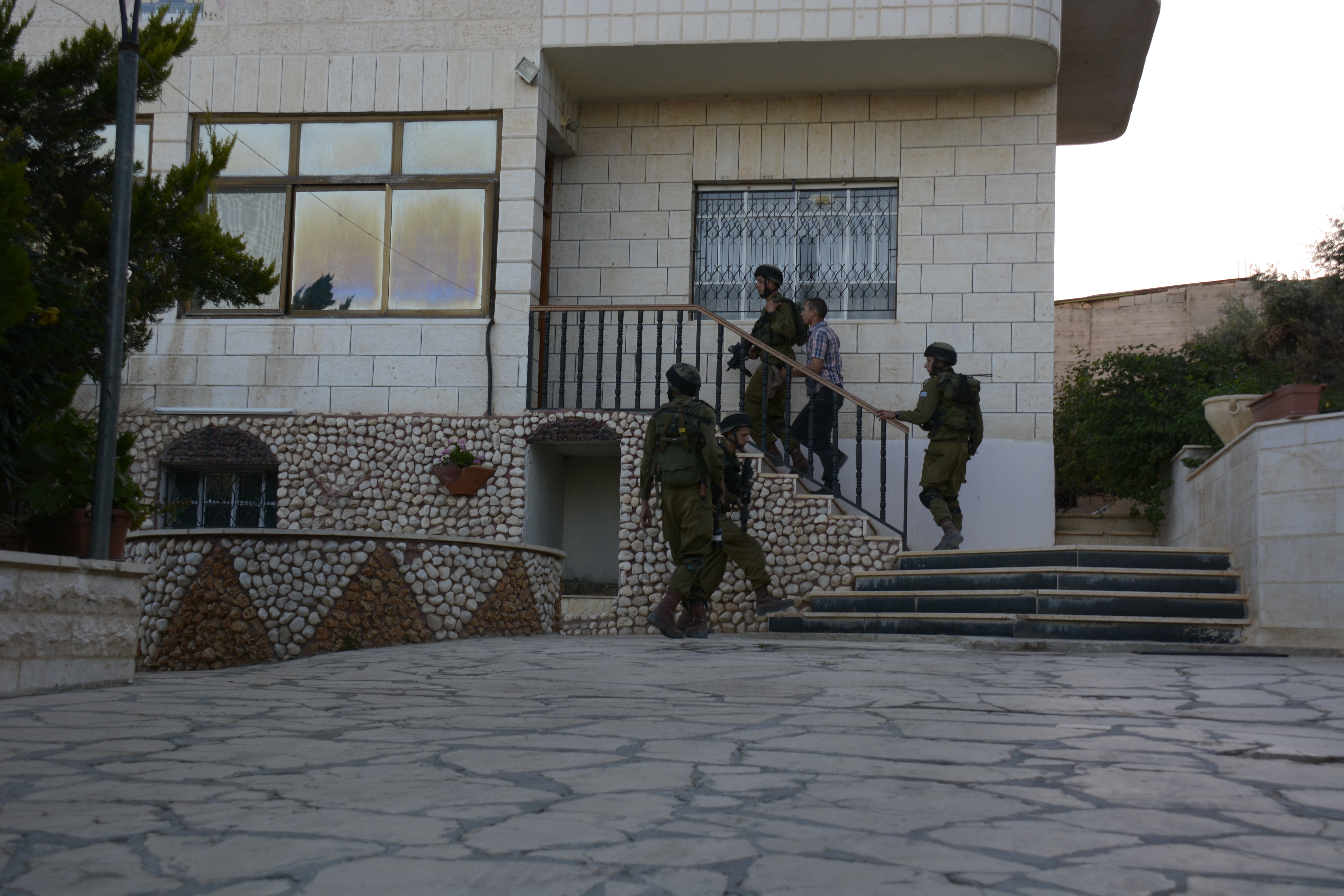
Обыск дома в Хевроне. 15 июня

15 июня операция по поиску похищенных в Гуш-Эционе троих еврейских подростков получила официальное название — «Возвращайтесь, братья» («שובו אחים» «шу́ву, ахи́м»). Это общее название для всего комплекса действий, которые предпринимают армия, полиция и спецслужбы. В рамках операции проводятся облавы на членов ХАМАСа в Иудее и Самарии.
В ходе операции военными был полностью блокирован и изолирован город Хеврон и Сектор Газа, к которому начали стягивать дополнительные подразделения и тяжелую бронетехнику. Бетонными блоками были перекрыты все въезды в Хеврон. Губернатор Хеврона Камаль Хмейд в эфире радио сказал, что «большая часть города и области Хеврона полностью закрыты. Проводятся обыски и задержания. Мы сейчас договариваемся об организации безопасных коридоров для гуманитарных нужд, в том числе для учащихся, которые сдают единые государственные экзамены». Ночью в Наблусе израильские военнослужащие провели серию арестов и задержали около 80 палестинцев, среди которых высокопоставленные активисты ХАМАС и «Исламский Джихад», бывшие министры и действующие депутаты, духовного лидера движения, шейха и депутата Палестинского законодательного совета Хасана Юсуфа, три действующих депутата Совета от «Исламского движения сопротивления»: Мухаммад Разал, Ахмад аль-Хадж Али и Хусни аль-Бурини. В Туль-Кареме был задержан депутат Абдул-Рахман Зэйдан. Одновременно армия ввела режим комендантского часа в палестинских городах Хеврон и Вифлеем, нескольких районах южной части Западного берега, закрыла КПП «Керем-Шалом» и «Эрез» на границе сектора Газа, но исключения будут делаться для гуманитарных случаев и оказания срочной медицинской помощи, при условии согласования с гражданской администрацией. Были отменены тысячи разрешений на работу в Израиле для палестинских рабочих, которым и во многих еврейских поселениях Иудеи и Самарии отказались предоставлять работу до тех пор, пока похищенные не будут найдены.
В 22:00 израильские военнослужащие окружили один из домов в Хевроне. Через усилители они обратились к осаждённым с предложением сдаться, но по дому была выпущена ракета, в результате чего было ранено несколько человек. После этого, были задержаны два активиста ХАМАС. Параллельно ВВС Израиля нанесли удары по объектам ХАМАС и «Комитеты народного сопротивления», а именно 3 мастерским по производству оружия и боеприпасов на севере сектора Газа, а также 2 «объектам террористов»: один на севере, другой на юге. Ранее, в 18:00 по Израилю были выпущены три ракеты, две из которых разорвались на территории Хоф-Ашкелон, но никто не пострадал, а ущерб причинен не был.

### 16 июня

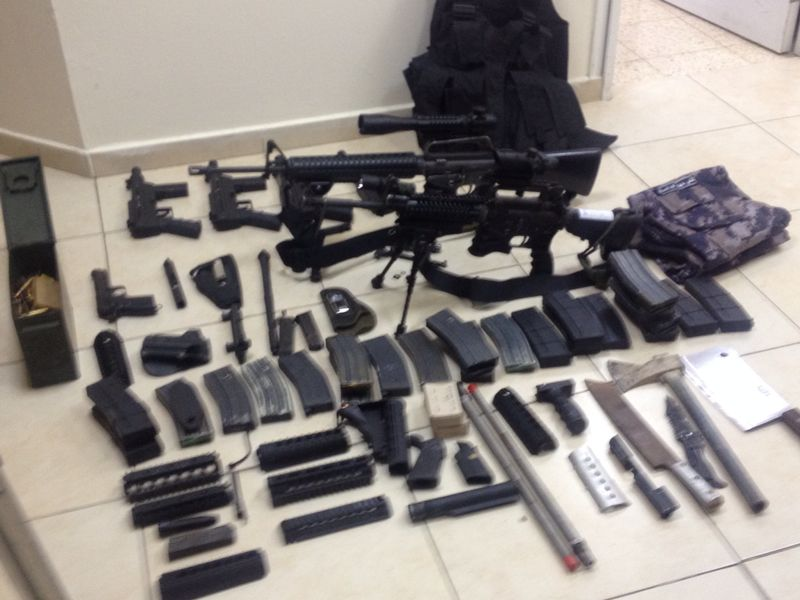
В Шхеме были обнаружены сотни единиц спрятанного оружия и арестовано более 40 подозреваемых в террористической деятельности. 16 июня

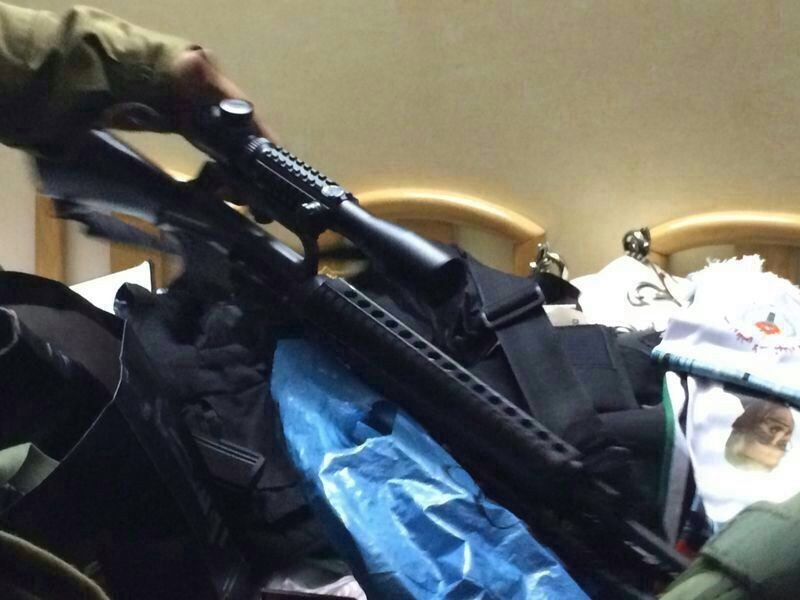
Шхем (Наблус), 16 июня

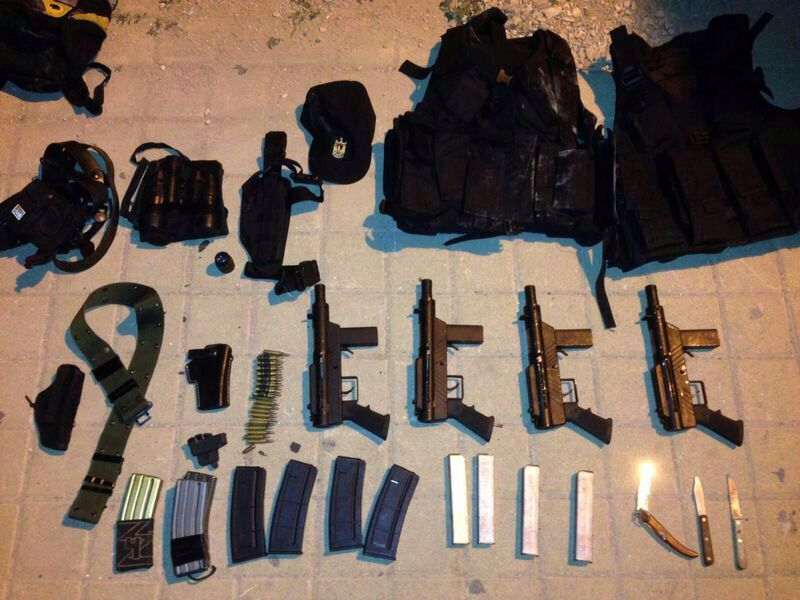
Изъятое оружие в Наблусе, 16 июня

16 июня в ходе проведения поисковой операции на территории лагеря палестинских беженцев «Джелазун» вблизи Рамаллы («повальных обысков») военнослужащие Армии обороны Израиля подверглись нападению палестинцев. В ходе столкновений «сложилась опасная ситуация для жизни военнослужащих, и им пришлось открыть огонь». В результате один из нападавших, 23-летний Ахмад, получил пулевое ранение в грудь и позднее скончался в больнице. При этом были легко ранены три израильских военнослужащих.
В тот же день, было арестовано ещё 40 палестинцев, включая спикера местного парламента Абдель Азиза Дуэйка, задержанного в своём доме в Хевроне, и таким образом, общее число задержанных достигло 150 человек. Представители палестинских служб безопасности передали Израилю информацию об исчезновении двух боевиков ХАМАС, связь с которыми была потеряна 12 июня. В ночь на 16 июня в районе между Шхемом и Рамаллой еврейские поселенцы бросали камни в автомобили с палестинскими номерными знаками, в результате чего был причинён ущерб 35 автомобилям. На одном блокпосту, были задержаны двое палестинцев, вызвавших подозрения у солдат. Поводом для ареста стал досмотр их автомобиля, однако личности задержанных не раскрываются, также как информация о том, что именно они перевозили в машине. Вечером на перекрестке Гуш-Эцион в Иудее состоялась демонстрация болельщиков иерусалимского ФК «Бейтар», к которым примкнули правые активисты. Они жгли флаги с ФАТХ и кричали: «Если не вернёте наших детей, мы сожжём территории». Трое человек были задержаны полицией за нарушение общественного порядка.
Начальник генштаба ЦАХАЛ Бени Ганц назвал главной целью операции «найти и вернуть домой трёх ребят и нанести максимально возможный урон „Хамасу“». Нетаньяху выступил с очередной сводкой относительно розысков похищенных подростков, заявив, что ведутся активные действия против организации ХАМАС и скоро будет открыт «второй фронт поисков» в секторе Газа. Одновременно через социальные сети и приложение WhatsApp начали распространяться слухи о том, что якобы ученики оказали сопротивление при попытке их захвата и были расстреляны на месте из автоматического оружия, на что в пресс-службе ЦАХАЛ официально заявили, что это сообщение «ничего общего не имеет с реальностью», призвав израильтян проявить гражданскую ответственность и прекратить распространение неподтверждённых и необоснованных утверждений. Позже следственными органами была начата проверка по этому факту.
Палестинское агентство Маан со ссылкой на собственный источник в Каире сообщило, что власти Израиля обратились к президенту Египта Абдель-Фаттаху Ас-Сиси с просьбой об оказании помощи в розыске похищенных и выступить в роли посредников. По некоторым данным, египетские власти обратились к лидерам ХАМАС, чтобы обсудить последствия похищения, после чего спецслужбы передали Израилю информацию о том, что похищенные по-прежнему находятся на территории Палестинской автономии.
Было проведено экстренное заседание военно-политического кабинета, на котором обсуждались последние события, связанные с похищением подростков, и по некоторым данным вопрос о возможной высылке всех задержанных в сектор Газа. После совещания Нетаньяху провёл пресс-конференцию в штабе командования Центральным военным округом в Иерусалиме, в которой приняли участие министр обороны Моше Яалон, глава Генштаба Бени Ганц и представители спецслужб, сказав, что:
Мы в самом разгаре очень сложной операции, мы должны быть готовы к тому, что она может быть продолжительной, и к тому, что у неё могут быть тяжёлые последствия. Из бесед с теми, кто вас навещал, а также из бесед с вами, у меня сложилось впечатление, что вы — люди потрясающего мужества, которое вы проявляете в эти страшные минуты. Я, вместе со всей страной поддерживаю вас и делаю всё, чтобы вернуть ваших сыновей домой. Я жду от политиков, которые осуждают Израиль за ведущееся в этом районе строительство и не оставляют без внимания любой балкон, пристроенный к дому в Гило, что они также осудят тех, кто похитил подростков. Тот, кто осуждает террор, должен осуждать любой террористический акт.
Министр обороны Моше Яалон заверил собравшихся, что армия использует все имеющиеся у неё возможности и «мы доберёмся до их похитителей и освободим пленников», а операция не закончится, «пока ХАМАС не заплатит высокую цену». Начальник Генштаба Бени Ганц заявил, что на любые провокации из сектора Газа Израиль будет отвечать так, «как это он сделал прошлой ночью или ещё решительнее». А избранный президент Израиля Реувен Ривлин посетил йешиву «Макор Хаим» в Гуш-Эционе, где сказал: «Я приехал сюда, чтобы обнять всех вас и молиться за наших парней. Наши сердца вместе с ними. Также я желаю мужества семьям похищенных ребят в их нелёгком ожидании», заверив, что солдаты «идут от камня к камню, двигаются от дома к дому, профессионально делая свою работу. Мы молимся за них и их миссию».
В тот же день ответственность за похищение взяла на себя организация «Бригады мучеников аль-Аксы», члены которой в опубликованном заявлении сообщили, что подростки находятся в «безопасном месте», но не в Хевроне и «в ближайшее время мы докажем это», призвав палестинцев «не бояться сионистского врага. Оккупационная армия в Хевроне не может ничего сделать, поэтому арестовывает всех подряд без причин. Мы освободим троих детей только после освобождения тысяч заключённых. Мы будем вместе с другими фракциями до тех пор, пока все заключённые не будут освобождены, а оккупанты — побеждены».

### 17 июня

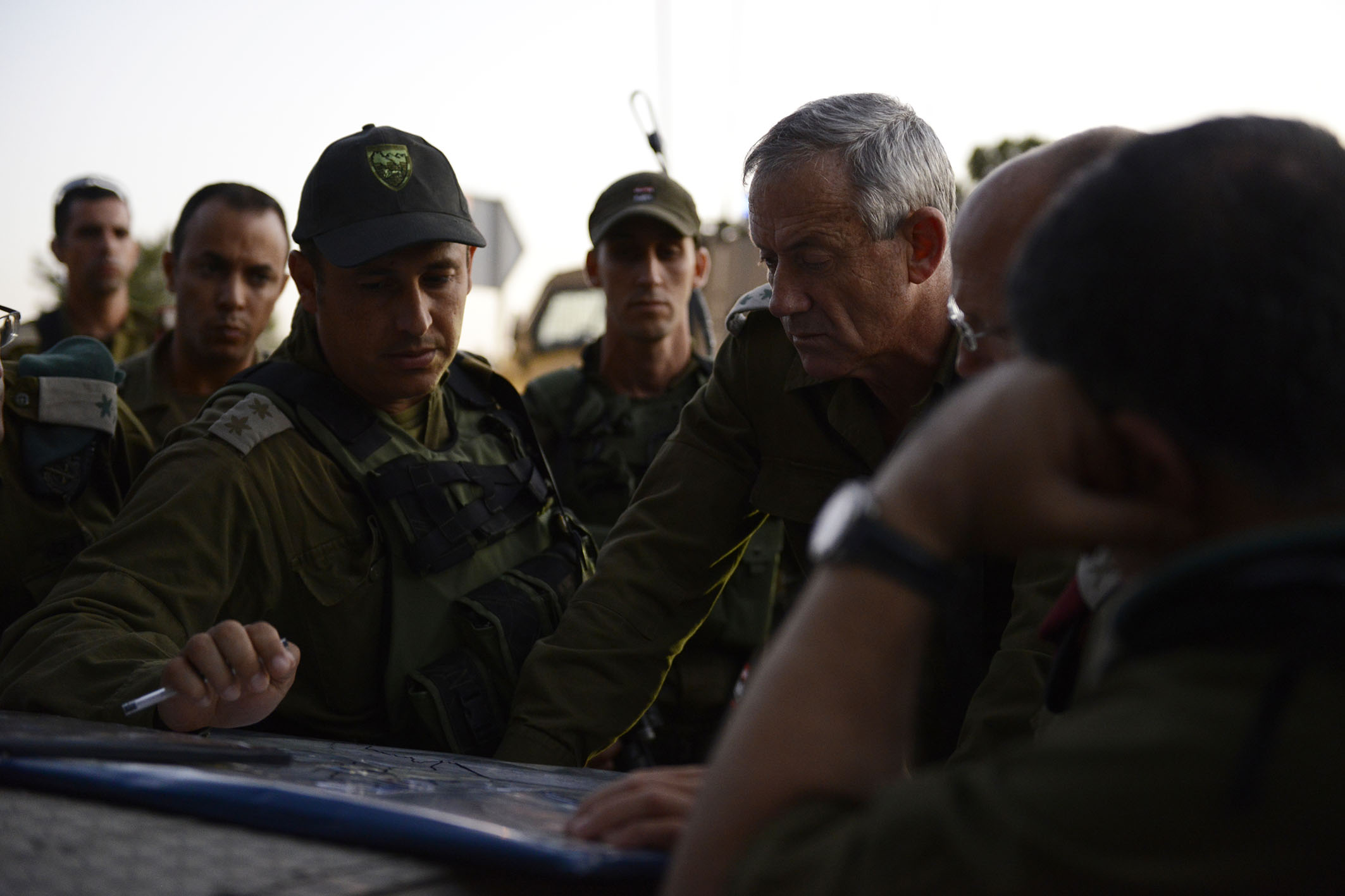
Начальник генштаба ЦАХАЛ Бени Ганц координирует проведение операции, 17 июня

В ночь на 17 июня армия Израиля расширила зону поисков и провела обыски и аресты, помимо самого Хеврона, в соседних деревнях Дура и Бейт-Уммар, в лагере беженцев Аруб и в городе Наблус. В Бейт-Уммаре (севернее Хеврона) произошли столкновения между военными и местными жителями, данных о пострадавших нет. Сообщалось также о задержании араба, подозреваемого в терроре, в деревне Аззун, к востоку от Каликилии. 8 активистов ХАМАС, включая одного депутата парламента, были арестованы в деревне Сиир, к северу от Хеврона. В результате операций, проводившихся в Шхеме, в лагере беженцев Балата, в Хевроне и Бейт-Лехеме, военными был задержан 41 палестинец, после чего количество задержанных достигло 200 человек. В Дженине солдаты разгромили помещения Палестинской национальной инициативы Мустафы Баргути и конфисковали компьютеры. Столкновения с местными жителями произошли в лагерях беженцев Балата и Ауарта. ВВС Израиля в ответ на выпуск одной ракеты по Ашкелону, которая упала на открытой местности, не причинив ущерба, атаковали базу, два оружейных склада на юге и в центре сектора Газа, мастерскую по производству ракет в северной части сектора. В результате три человека из близлежащих домов получили ранения.
Трое палестинцев попытались проникнуть на территорию еврейского поселка Кохав Яаков, расположенного к востоку от Рамаллы. Они попытались повредить забор безопасности вокруг поселка и подожгли территорию в районе забора. Военные заметили их и открыли огонь, в результате чего один был ранен, а двое скрылись. Согласно результатам предварительно расследования, они планировали совершить теракт. При этом, «раненый мужчина не был вооружён, а в отношении его товарищей информация отсутствует».
Утром министр обороны Израиля Моше Яалон закончил оперативное совещание, в ходе которого дал оценку действиям ЦАХАЛа, сотрудникам ШАБАК и силовых ведомств, координирующих свои усилия по поиску троих подростков. Яалон сказал, что:
Наша главная цель — приложить максимум усилий для того, чтобы найти похищенных и похитителей. Мы не успокоимся и не снизим темпа поисков, пока они не будут найдены. Мы продолжаем предпринимать сложные оперативные и разведывательные операции, которые для нас не ограничены ни местом проведения, ни временем суток. Следовательно, все мы и жители нашей страны должны быть терпеливыми. Нами задействованы крупные силы, ведущие поиск, производящие аресты членов ХАМАСа и разрушающие инфраструктуру террора в Иудее и Самарии. Боевики ХАМАСа в Иудее и Самарии заплатят очень высокую цену за это похищение. Я говорю со всей ответственностью: мы достанем лидеров ХАМАС в любом месте и в любое время. Мы не допустим, чтобы безопасность граждан Израиля была под угрозой, и для этого действуем решительно, ответственно и рассудительно.
Кроме того, состоялось третье за пять дней заседание военно-политического кабинета министров, на котором было принято решение ужесточить условия содержания в тюрьмах членов ХАМАС, а министр внутренней безопасности Ицхак Аронович получил полномочия принимать оперативные решения по этому вопросу. После этого ХАМАС выпустила официальное заявление, в котором говорится, что:
Мы испытали атаки Израиля, как это было в прошлом, но мы прошли через это. ХАМАС не является движением десятков, сотен или тысяч, вместо этого он является полноправным течением. Арест сотни наших сыновей не остановит нас, не изменит наш путь, и не отвернёт нас от обязательств перед палестинским народом. Движение призывает палестинских жителей Хеврона и всех остальных продолжать оказывать поддержку заключённым в израильских тюрьмах, объявившим голодовку. Мы призываем к объединению всех сторон, чтобы выстоять против сионистского нападения и защитить единство. Свободу заключённым, джихад для нас — победа или мученическая смерть. Движение ХАМАС — региону Хеврон.
В заявлении Нетаньяху, распространённом пресс-службой премьер-министра Израиля сказано, что:
Мы в самом разгаре очень сложной операции. Нужно быть готовыми к тому, что она может оказаться продолжительной и иметь тяжёлые последствия. Мы действуем очень решительно, взвешенно и ответственно. Мы мгновенно отреагировали и в случае надобности будем реагировать ещё более жёстко. Гарантирую, что мы нанесём серьёзный урон тем, кто попытается причинить вред Израилю.

### 18 июня

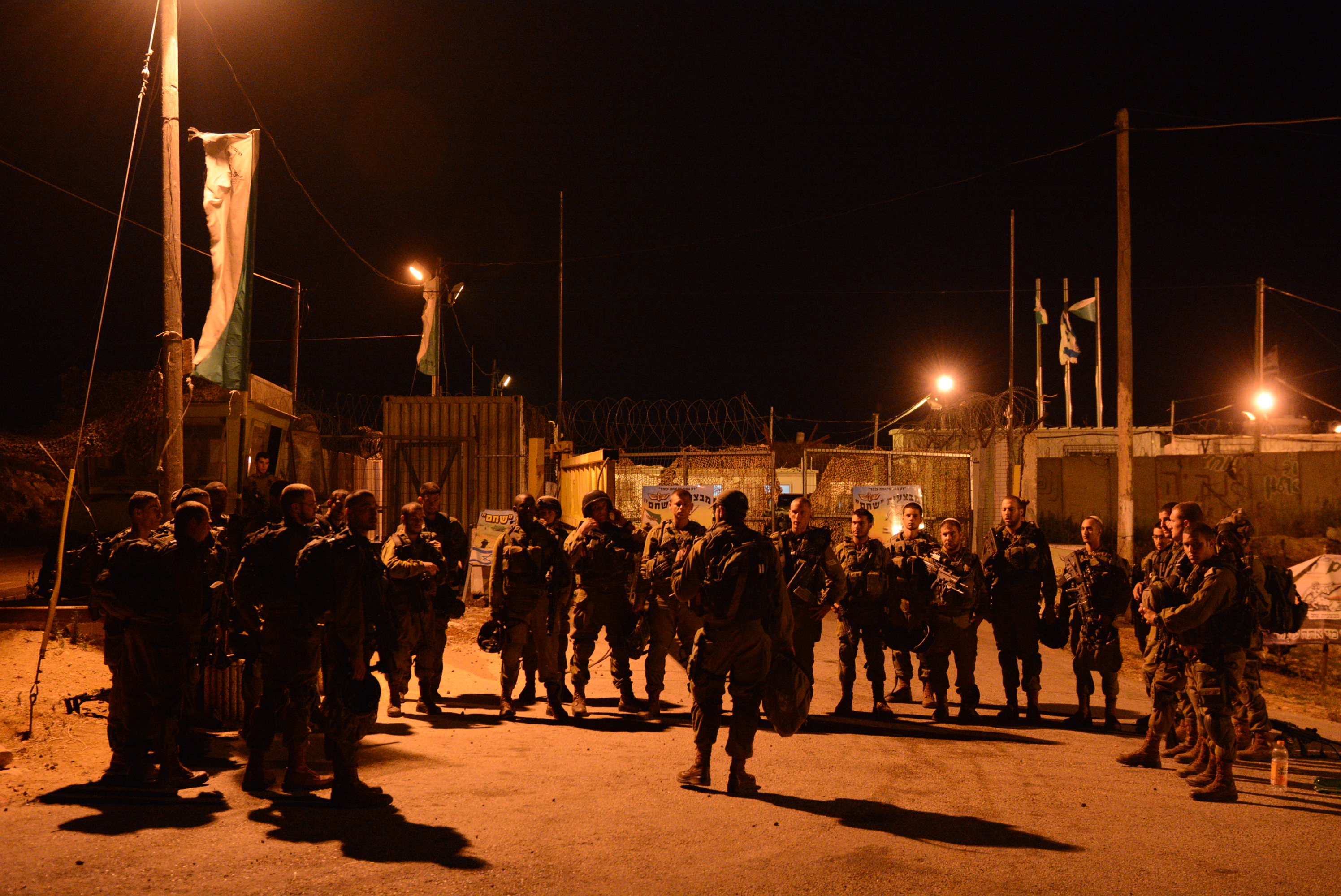
Военные на Западном берегу реки Иордан. 18 июня

18 июня представитель армии обороны Израиля подполковник Питер Лернер сообщил о задержании 65 палестинцев в рамках спецоперации по поиску пропавших, из которых 51 — был освобождён в 2011 году в рамках «Сделки Шалита», а два — членами Палестинского законодательного совета, в результате чего общее количество задержанных составило 240 человек.
В ходе операции по поиску похищенных подростков в городе Наблус бойцами ЦАХАЛ обнаружен склад оружия и боеприпасов, в котором, среди прочего, найдены автоматические винтовки М-16, ручные гранаты, пистолеты, самодельные взрывные устройства и сотни единиц боеприпасов. В ходе той же операции в направлении бойцов было брошено самодельное взрывное устройство.

### 19 июня
За ночь 19 июня армией были задержаны ещё около 30 палестинцев, в результате чего количество арестованных достигло 280 человек. В пресс-служба ЦАХАЛ сообщили, что, в общей сложности, за время проведения операции были задержаны более 330 человек, в их числе около 240 активистов ХАМАС, проведены обыски в 1150 домах. В ходе операции сил безопасности в Дженине по одному из подразделений был открыт огонь и были брошены самодельные взрывные устройства. Бойцы подразделения открыли ответный огонь, в результате которого несколько палестинцев получили ранения.

### 20 июня

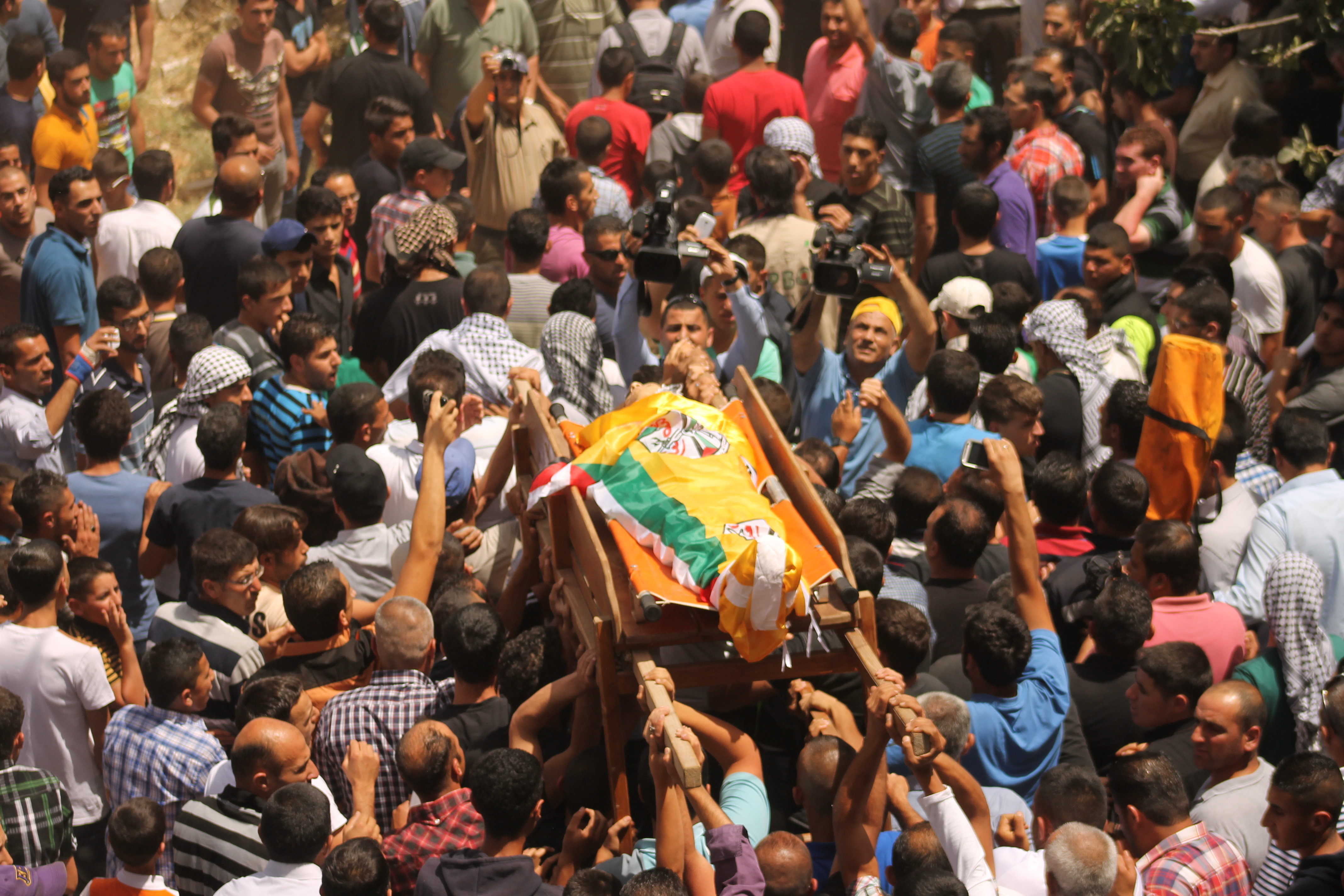
Похороны Мохаммеда Додеена, убитого военнослужащими армии обороны Израиля

20 июня медицинские палестинские источники сообщили о смерти 15-летнего Мохаммеда Додеена, получившего тяжёлое ранение в грудь и позднее скончавшегося в больнице в Хевроне. Согласно агентству Safa, израильские солдаты открыли ответный огонь после того, как были забросаны камнями во время рейда в деревне Дура к югу от Хеврона Пресс-секретарь АОИ сообщил, что армия проведёт расследование обстоятельств гибели Додеена.
Во время рейда военных в районе Каландии к югу от Рамаллы произошли столкновения, в ходе которых арабы бросали в солдат камни, бутылки с зажигательной смесью и самодельные взрывные устройства. Ответным огнём три человека были тяжело ранены, позднее один из них скончался.
Армия подтвердила, что солдаты использовали «ответный живой огонь» в случаях опасности для их жизни.
Согласно агентству Ma’an, у лагеря беженцев Дхейшен были ранены пять палестинцев, в том числе, четверо попали под джип армии АОИ. В столкновениях к югу от Бейт-Лехема, резиновыми пулями были ранены трое местных жителей, пытавшихся оказать сопротивление военным. Во время рейда военных на деканат и студенческий союз Арабо-американского университета в Дженине были изъяты документы, в ходе столкновений 17-летний Амира Саади получил ранение в плечо. В деревнях Арраба, Аль-Луз и Артас также были проведены обыски.
20 июня родители подростков встретились с премьер-министром Израиля Биньямином Нетаньяху и его супругой Сарой. После этого родители сообщили, что благодарят главу правительства за поддержку.

### 21 июня
21 июня в СМИ появилась информация, что юридический советник правительства Израиля разрешил спецслужбам применять к террористам «меры ограниченного физического воздействия».
21 июня военные сосредоточили свои силы на деревнях к северу от Хеврона, осматривая колодцы, ямы и дома. Согласно палестинским данным, пожилой человек Али Абед Джабир, либо погиб во время стычки с израильскими военными, ворвавшимися в его дом в деревне Харис, либо ему отказали в проходе для лечения после перенесенного сердечного приступа. В то же время израильские источники утверждают, что дом не обыскивался, а для него была вызвана скорая помощь. Ночью были арестованы ещё 39 палестинцев, в основном в Хевроне и Вифлееме. Жители Бейт-Кахила обвинили солдат в краже денег. В деревне Аль-Бира были разграблены несколько домов, и в Рамалле солдаты ворвались в здание Центра исламских исследований и компании «Palmedia ТС», где конфисковали и повредили мебель Также пострадал и офис арабской редакции телеканала Russia Today, арендуемый у компании «Palmedia ТС», в котором военные выбили двери, разрушили мебель, изъяли компьютерное оборудование и жесткие диски. После, представитель армии сказал, что «обыски проводились в рамках армейской операции на Западном берегу и были связаны с деятельностью телекомпании „Аль-Кудс“, напрямую связанной с ХАМАС и осуществлявшей подстрекательство против Израиля и пропаганду терроризма». В редакции RT сочли посягательство на свой офис в Рамалле неприемлемым, а обвинения в сотрудничестве компании и телеканала с ХАМАС — ложными. Во время рейда в Наблусе, нападению подверглась одна журналистка и военные ранили двух палестинских подростков. Во второй половине дня три пожарные машины и спасательные подразделения были срочно вызваны для оказания помощи спецназу в поиске в пещерах и колодцах к северу от Хеврона, между шоссе 35 и шоссе 60, что окончилось без конкретных выводов разведки Нетаньяху подтвердил, что «информация в руках Израиля однозначно указывает, что ХАМАС несет ответственность за похищения молодых людей». В этот день количество задержанных достигло 388 человек. При проведении операции в Рамалле жители бросали камни в армейские автомобили и пытались мешать бойцам производить задержание подозреваемых.

### 22 июня
22 июня утром после ареста 6 подозреваемых, произошла стычка, в ходе которой, израильские военные застрелили от 1 до 2 палестинцев и ранили ещё 11 в Рамалле и Наблусе, в то время как от 9 (израильская версия) до 38 (палестинская) человек было арестовано и в 5 благотворительных учреждениях 'Dawa', связанных с Хамасом, были проведены обыски.
Израильские силы также совершили рейд в Абу-Дис на юридический факультет университета Аль-Кудс.
Ахмад Саид Суод Халид (36) из лагеря беженцев Эйн-Бейт-аль-Ма, страдающий душевным заболеванием и эпилепсией, был застрелен в живот, спину и бедро после отказа повернуть назад, когда он шёл в мечеть для утренней молитвы. Он получил четыре пулевых ранения от бойцов приграничной полиции и скончался до прибытия скорой помощи. «По предварительным данным, бойцы МАГАВ открыли огонь из-за неадекватного и агрессивного поведения данного человека», предварительно произведя несколько выстрелов в воздух. Представители АОИ сообщили, что данный инцидент расследуется..
Мухаммад Исмаил Аталлах Тафири (30), (член группировки Исламский джихад, был найден мёртвым на крыше здания напротив позиции израильского снайпера, и «предполагается, что Аталлах был им застрелен». Согласно другим источникам, он получил тяжёлые ранения и позже скончался в больнице. В пресс-службе АОИ собшили, что «военным ничего неизвестно об этом инциденте», а «военные источники на условиях анонимности» сообщили, что «речь судя по всему идёт о внутрипалестинском инциденте» Ряд источников предположили, что он был застрелен силовиками ПНА в ходе штурма полицейской станции в центре Рамаллы после выхода из неё израильских военных. Палестинцы, устроившие демонстрацию против сотрудничества собственной полиции с Израилем, разбили четыре автомобиля полиции в Рамалле, и, как только израильтяне были выведены из города, совершили налёт на полицейский участок на площади Аль Манара. В ходе столкновений полицейские ПНА использовали, в том числе, «живой огонь». Согласно Ma’an News, вскрытие показало, что он был застрелен из винтовки M16, используемой в Армии обороны Израиля. Скорбящие на его похоронах в Аль-Бире жаловались, что поселенцы из Псагот стреляли в них и ранили одного.
22 июня М. Аббас в интервью газете Хаарец отвергнул вывод о том, что ХАМАС стоит за похищением, призвал Б. Нетаниягу «осудить убийство трёх 16-летних палестинских подростков». На этот день было известно только об одном 15-летнем подростке, остальные погибшие были в возрасте от 20 до 30 лет.
При этом М. Аббас сказал, что «похищение было преступлением, но значит ли это оправдать хладнокровное убийство трёх палестинских подростков? Что Нетаньяху должен сказать об убийствах? Осуждает ли он это? Посмотрите, что произошло во всём Западном берегу за последние дни насилия и разрушения домов. Это оправдано? Мы человеческие существа, как и вы. Может ли израильское правительство продемонстрировать те же чувства, говоря, что они являются человеческими существами и заслуживают того, чтобы жить? Палестинский народ разочарован тем, как с ним обращаются. Как будто израильтяне люди, а палестинцы ими не являются. Мы не хотим террора, и мы не хотим войны. Мы хотим мира».
В ответ Б. Нетаниягу заявил, что «у нас нет намерения сознательно вредить кому-либо, и что жертвы с палестинской стороны являются результатом необходимой самообороны наших солдат». Позже он выступил с утверждением, что Израиль обладает «неоспоримыми доказательствами» причастности ХАМАС к похищению, которые «уже передал некоторым странам» и в ближайшее время опубликует.
В Обществе палестинских заключенных назвали имена 420 арестованных, утверждая, что Израиль последовательно преуменьшает цифры и отказывается раскрыть место их содержания. В тот же день, в заявлении опубликованным официальным руководством ПНА было сообщено о просьбе срочного созыва Совета Безопасности ООН, на основании готовящегося обращения к Генеральной Ассамблеи ООН, чтобы положить конец «коллективному наказанию» палестинцев, «израильской террористической агрессии против государства Палестина», и «режиму террора, направленного против пленного палестинского населения».

### 23 июня
23 июня обыски были проведены в 80 местах, в том числе 7 благотворительных организациях, а 37 палестинцев задержаны, после чего число человек, содержащихся под стражей возросло до 471.

### 24 июня

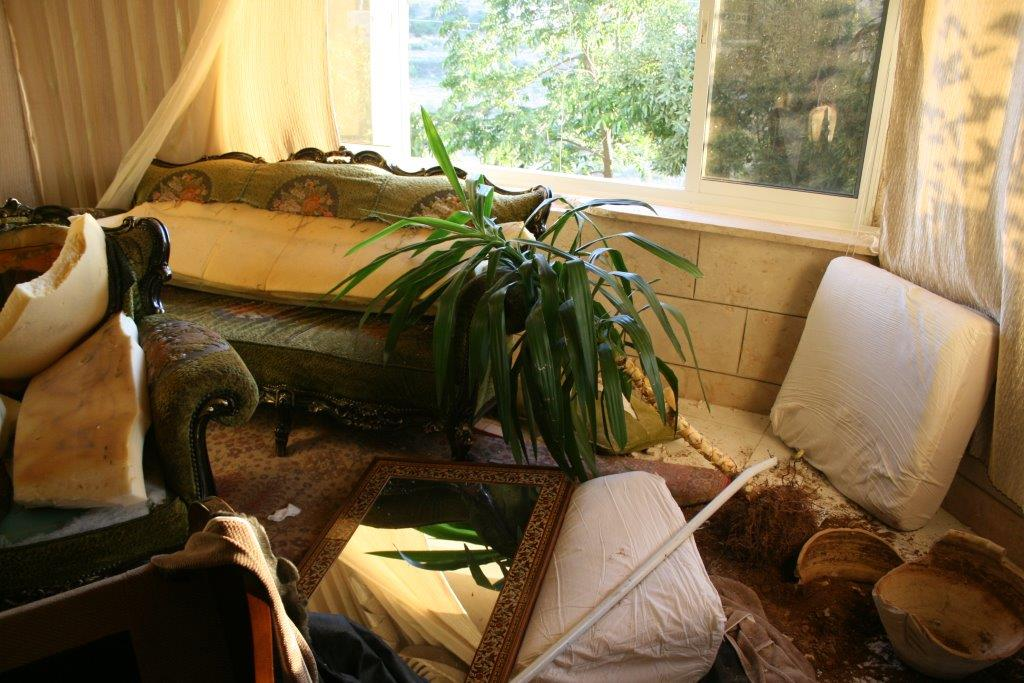
Интерьер разгромленного военными дома в Хевроне, 24 июня

24 июня обыски были проведены в 120 зданиях, в районе Хеврона военными были арестованы четверо палестинцев, в результате чего количество осмотренных домов составило 1800, а задержанных палестинцев — 354 человека. В свою очередь, в Клубе заключенных заявляют, что с начала операции военные задержали 529 палестинцев.

### 25 июня
25 июня Израильское государственное радио сообщило, что солдаты арестовали 10 палестинцев и провели обыски в 136 зданиях в районе города Хеврон и его северных пригородов. Один активист ХАМАС был ранен при попытке скрыться.

### 26 июня
26 июня ШАБАК разрешил к публикации данные о двух основных подозреваемых в похищении, которыми стали Маруан аль-Кауасмэ (29, парикмахер) и Амар Абу Аиша (33, слесарь) — члены боевого крыла ХАМАС, в прошлом уже отбывавшие наказание в Израиле (первый — 4 раза, второй — 2). Брат первого погиб в столкновении с АОИ в ноябре 2005 года, а дядя второго, военный командир ХАМАС, был убит израильским спецназом в июне 2003 года. По мнению спецслужб, возможно, что «к похищению израильтян причастны и другие боевики» ХАМАС.
В тот же день, в районе Хеврона по подозрению в терроризме были арестованы 10 палестинцев. Фатима Исмаил Иса Рушди (78) умерла от сердечного приступа, происшедшего во время рейда на лагерь беженцев Арруба. 9 молодых людей пострадали от слезоточивого газа и резиновых пуль в ходе столкновений с военными и забрасывания камнями израильского автобуса. Два мальчика, 13 и 14 лет были арестованы в Дуре
Исмаил Ахмад аль-Хауауда (44) был ранен из огнестрельного оружия в ногу после того, как был задержан, но попытался скрыться на КПП у города Аль-Саму в районе Хеврона.
Несмотря на то, что подписанные в Осло соглашения предусматривают координацию со службой безопасности ПНА при входе подразделений армии Израиля на территории Западного берега р. Иордан в зоне А, последние провели обыск в Тунисе, Рафидии — окрестностях Шхема, Аварте[уточнить] и лагере беженцев Балата без предварительного оповещения.
На тот момент количество задержанных достигло 381 человека, из которых 282 — члены ХАМАС. Обыски были проведены в 1955 зданиях, в том числе 64 учреждениях ХАМАС. В свою очередь, палестинские деятели заявляют, что задержаны 566 человек, 6 были застрелены, более 120 получили ранения, 2 пожилых людей умерли от сердечных приступов во время израильских рейдов.

### 27 июня
Представитель служб безопасности ПНА заявил о подключении к розыскам аль-Кауасмэ и Абу Аиши и об оказании израильским коллегам содействия в розыске похищенных подростков
Министр обороны Моше Яалон, начальник генерального штаба Армии обороны Израиля генерал-лейтенант Бени Ганц и начальник Службы общей безопасности Йорам Коэн встретились с родителями похищенных. Яалон призвал родителей запастись терпением и сказал о достижении прогресса в расследовании похищения.

### 28 июня
Военные арестовали ещё 18 палестинцев на Западном берегу реки Иордан.

### 29 июня
Ночью в Хевроне был арестован 55-летний Умар Абу Аиша, отец одного из подозреваемых. В лагере беженцев Аруб к северу от Хеврона и в Бейт-Фаджаре к югу от Бейт-Лехема произошли столкновения между военными и палестинцами. Данных о пострадавших нет. В Иудее и Самарии были задержаны семь палестинских арабов, обыски были произведены в 190 домах и нежилых помещениях.

### 30 июня
30 июня около 18 часов тела похищенных были найдены закопанными в поле у местечка Хирбат Арнава, к западу от арабского города Хальхуль, расположенного в предместьях Хеврона и к северу от поселения Телем. Волонтеры и военные нашли два тела под кучей камней, а копнув глубже, заметили ещё одно тело. По словам подполковника Питера Лернера, семьи погибших уже оповещены об этом. Предположительно, подростки были убиты вскоре после похищения 12 июня. Город Хальхуль был заблокирован военными. Эмили Амруси, жительница Тальмона и близкая подруга матери Шаэра, рассказала о том, как семья получила сообщение о гибели сына: «Они были далеко от Тальмона, и когда в 18:30 позвонили представители ЦАХАЛа и попросили их вернуться домой для получения срочного сообщения, всё стало ясно».
Военный амбуланс, эвакуировавший тела подростков, был атакован жителями Хальхуля, забросавших его камнями и краской. Несмотря на разбитое лобовое стекло и другой серьёзный ущерб, водитель не потерял контроль над транспортным средством и сумел продолжить движение. Тела погибших были доставлены в Институт судебной медицины в Абу Кабире для окончательного опознания. Опознание было закончено утром 1 июля. Позже было сообщено, что Эяль Ифрах, Гилад Шаэр и Нафтали Френкель будут похоронены 1 июля на кладбище в Модиине после того, как траурные процессии отправятся в 15:00 из Эльада, где живёт семья Ифраха, и в 15:30 из Тальмона и Ноф Аялона, где живут семьи Шаэра и Френкеля, при этом сама церемония похорон начнётся в 17:30 и в ней примет участие премьер-министр Биньямин Нетанияху. Однако похороны были перенесены и состоялись на полтора часа позже.
Премьер-министр Великобритании Дэвид Кэмерон назвал гибель подростков «ужасным и непростительным актом террора». В заявлении пресс-службы президента Франции Франсуа Олланд, говорится, что он «резко осуждает подлое убийство Эяля Ифраха, Нафтали Френкеля и Гилада Шаера и выражает искренние соболезнования их семьям и израильским властям». Президент США Барак Обама высказался за то, чтобы «все стороны воздержались от шагов, которые могут ещё больше дестабилизировать ситуацию», и сказал, что «США самым решительным образом осуждают этот бессмысленный акт террора против невинной молодежи. Я с самого начала предлагал нашу полную поддержку Израилю и Палестинской национальной администрации, направленную на то, чтобы найти исполнителей этого преступления и привлечь их к ответственности. И я призываю Израиль и Палестинскую национальную администрацию продолжать работать вместе в этих усилиях». Президент России Владимир Путин в телеграмме Нетаньяху выразил «глубокие соболезнования в связи со злодейским убийством трёх израильских юношей. Решительно осуждаем этот варварский акт терроризма. Рассчитываем, что его организаторы и исполнители будут найдены и понесут заслуженное наказание. Прошу Вас передать слова искреннего сочувствия и поддержки семьям погибших, всему израильскому народу».
Генеральный секретарь ООН Пан Ги Мун сказал, что «не может быть оправдания намеренному убийству гражданских лиц. Этот акт геноцида, осуществленный врагами мира, направлен на дальнейшее усиление разногласий и недоверия, на углубление конфликта. Нельзя допустить, чтобы этот план сработал».
В 21:30 военно-политический кабинет собрался на чрезвычайное заседание, на котором премьер-министр Израиля Биньямин Нетаньяху сказал, что «они были похищены и хладнокровно убиты зверьём. ХАМАС виновен в этом, и ХАМАС заплатит за это». Министр экономики Израиля Нафтали Беннет написал на своей странице в Фейсбуке, что «убийцам детей и тех, кто их направил, не может быть прощения. Сейчас настало время действовать, а не говорить». Президент Израиля Шимон Перес заявил, что «весь народ глубоко скорбит. Но и в лоне нашей глубокой скорби мы полны решимости свирепо наказать преступников».
В свою очередь, представитель ХАМАС в секторе Газа Сами Абу Зухри отверг причастность движения к этому убийству, и сказал, что «если оккупанты прибегнут к эскалации войны, они откроют для себя ворота ада».

### 1 июля
В ночь с 30 июня на 1 июля арестованы трое человек в лагере беженцев Дженин. Юсуф Абу Загер 18 лет был застрелен военными в момент, когда, по данным пресс-службы армии Израиля, пытался бросить в сторону солдат гранату или бомбу. Бо́льшую часть военнослужащих ЦАХАЛ, которые до предыдущего вечера занимались поиском пропавших подростков, армейское командование отозвало. Тем не менее высокопоставленный офицер ЦАХАЛ сообщил, что «Завершился только этот этап операции. С теми же силами сейчас займёмся преследованием похитителей». По уточнённым данным, за две с половиной недели операции задержаны 419 человек, 279 из которых состоят в ХАМАС. 59 из них были прежде выпущены на волю в рамках так называемой «сделки Шалита».
Вскоре после обнаружения тел из сектора Газа в сторону юга Израиля было выпущено от 13 до 18 ракет. Две разорвались в одном из населённых пунктов регионального совета Эшколь, причинив ущерб припаркованным автомобилям и зданию, одна — на палестинской территории. Пострадавших не было. Согласно АОИ, в ответ были нанесены 34 точечных авиаудара по сектору Газа, по целям связанным с движениями ХАМАС и «Исламский джихад». В результате обстрела пострадали четыре человека и несколько домов были разрушены.
В Хевроне израильские военные частично разрушили дома Маруана аль-Кауасмэ и Амара Абу Аиша, «которых спецслужбы называют ответственными за похищение и убийство» подростков. «Гардиан», назвав частичное разрушение домов террористов «карательной акцией», отметила, что последний раз Израиль прибегал к таким мерам в 2005 году.
Вечером полиция Израиля была приведена в состояние повышенной готовности. Поздним вечером группа молодых людей напала на араба-рабочего пиццерии в районе Рамат Шломо в Иерусалиме. Полицейские прекратили инцидент. Ночью был задержан 17-летний юноша, брызнувший в лицо араба-водителя слезоточивым газом на улице Шивтей Исраэль в Иерусалиме. В ходе протестов полиция арестовала 28 евреев. 1 июля, группа молодых арабов бросала камни в полицейских на Храмовой горе. Полицейские применили спецсредства. О задержанных не сообщалось.
Днём 1 июня в Иерусалиме прошли стихийные митинги, в частности возле Струнного моста, сотни израильтян перекрыли движение, чтобы выразить солидарность «с семьями погибших от рук террористов юношей». На улице Яффо демонстранты с криками «Смерть арабам!» попытались прорваться на территорию рынка Махане Иегуда, где находится большое количество арабских лавочников. Вход им преградили полицейские, которые начали задерживать нарушителей порядка. На улице Яффо полицейским пришлось спасать арабского юношу от атаковавшей его толпы, и увезти его на полицейской машине в безопасное место. Позже демонстранты направились к стенам Старого города. В общей сложности в ночь с 1 на 2 июля были задержаны 47 участников беспорядков, большинство из которых — несовершеннолетние.

### 2 июля
2 июля ночью двое неизвестных похитили 16-летнего арабского подростка, гражданина Израиля Мухаммада Хусейна Абу Хдэйра, силой затолкав в автомобиль Hyundai у мечети в районе Бейт Ханина в арабской части восточного Иерусалима. Несколькими часами позже он был найден убитым и обгоревшим в лесопарке у бензоколонки в западной части города. В этот же день агентство AFP со ссылкой «на армейское радио» сообщило, что это стало «вероятным актом мести» за смерть трёх еврейских подростков. До этого в полицию позвонил неизвестный и заявил, что некого человека силой увезли на автомобиле. В палестинских СМИ были опубликованы «различные версии происшедшего: преступление на почве национальной ненависти или криминальное убийство». В полиции подчеркнули, что «превалирующей версией на данный момент является криминальное преступление, мотивы которого проверяются». Позже «глава иерусалимского округа полиции несколько раз подчеркнул, что полиция проверяет все возможные версии случившегося, и стоит воздержаться от поспешных выводов».
Махмуд Аббас призвал Биньямина Нетаньяху «осудить похищение и убийство 16-летнего юноши, как это сделал я в отношении похищенных израильтян. Израиль должен принять конкретные меры для прекращения нападений и хаоса». Премьер-министр Израиля Беньямин Нетаньяху призвал быстро раскрыть «гнусное» преступление и призвал всех «не брать правосудие в свои руки». Между тем, Рахель Френкель, мать одного из трёх похищенных и убитых подростков, осудила тех, кто призывает отомстить за гибель её сына, назвав «неприемлемым» убийство из чувства мести, так как это противоречит нормам морали. Госсекретарь США Джон Керри отметил, что «США решительно осуждают подлое и бессмысленное похищение и убийство Мухаммеда Хусейна Абу-Худейра».
Вечером в Тель-Авиве прошло заседание военно-политического кабинета, на повестке которого были беспорядки в арабских кварталах Иерусалима и обсуждение реакции Израиля на похищение и убийство трёх подростков и продолжающиеся обстрелы из сектора Газа. В связи с этим Нетаньяху сказал, что «перед нами стоят три задачи: найти убийц наших граждан и предать их суду, нанести удар по инфраструктуре ХАМАС в Иудее и Самарии и самым жестким образом отвечать на ракетные обстрелы, которые ХАМАС инициирует из сектора Газа».

### 3 июля
В ночь на 3 июля, в Иудее и Самарии военными были задержаны 13 палестинских арабов, переданные следователям ШАБАК. В Хевроне и Бейт Кахиле произведены обыски в двух офисах ХАМАС, после чего они были опечатаны. В течения дня в районах Шуафат, Бейт-Ханин, Исауия, Сильван и других в Иерусалиме продолжались периодические столкновения арабской молодежи с израильскими полицейскими и бойцами пограничной службы.

### 6 июля
Согласно палестинским СМИ, в ночь на 6 июля в Хевроне был арестован Хусам Дуфаш, подозреваемый в причастности к похищению и убийству трёх еврейских подростков. Израильские военные эту информацию пока не комментировали.
Официальный представитель полиции на условиях анонимности заявил о аресте группы людей из шести человек из города Бейт-Шемеш, в числе которых есть несовершеннолетние, подозреваемых в похищении и убийстве арабского подростка и, предположительно, входящих в еврейскую экстремистскую ультраправую группировку. В полиции сообщили Би-би-си, что подросток был убит «из-за своей национальности». В пресс-службе полиции сообщили, что подозреваемые были задержаны «в результате оперативной работы Центрального следственного управления Иерусалимского округа при участии ШАБАК, и что с задержанными проводятся следственные действия».
В телевыступлении после ареста подозреваемых, Б. Нетаньяху также отнёсся и к беспорядкам в Иерусалиме и других израильских городах с арабским населениям на севере страны, заявив: «Мы не позволим экстремистам, неважно, с какой стороны, разжечь пожар в регионе и вызвать кровопролитие. Убийство есть убийство, подстрекательство есть подстрекательство, и мы будем агрессивно реагировать и на то, и на другое».
Он также пообещал найти тех, кто «стоит за похищением и убийством (еврейских) подростков», и призвал главу ПНА М. Аббаса сделать всё возможное для их поимки, как это сделали израильские силы безопасности, «в считанные дни арестовав подозреваемых в убийстве подростка Мохаммеда Абу-Хдэйра»: «Убийцы пришли с территории, контролируемой ПА, и вернулись туда после убийства, поэтому ПА должна сделать всё возможное для их поимки». Он также отметил различия между подходом к подобным убийствам в Израиле и в ПНА: «У нас подстрекатели несут уголовную ответственность, тогда как в ПА подстрекательством […] призывами к уничтожению Израиля, занимаются официальные СМИ и система образования. […] мне не важно, против кого в государстве Израиль ведётся подстрекательство, и я одинаково резко осуждаю лозунги „смерть арабам“ и „смерть евреям“».

### 9 июля
Поскольку один из убитых — Нафтали Френкель — являлся американским гражданином, ФБР участвует в расследовании этого убийства. По мнению ФБР, израильские подростки были убиты по меньшей мере десятью выстрелами в упор из пистолета с глушителем, а то обстоятельство, что пистолет был оборудован глушителем, является косвенным доказательством того, что террористы изначально планировали убийство, а не похищение израильтян с целью последующего обмена на палестинских заключенных.
В Сенат и Палату представителей Конгресса США была внесена инициатива о вознаграждении в размере пяти миллионов долларов за информацию об убийцах Нафтали Френкеля, гражданина Израиля и США. Инициативу продвигает сенатор Тед Круз, в Палате представителей — республиканец Дуг Ламборн и демократ Брэд Шерман. Сенатор Круз заявил, что израильские антитеррористические операции стали справедливым ответом на террор. По его словам, нет сомнений в способности Израиля привлечь убийц к ответственности.

## Сведения об организации похищения
По сведениям, полученным следователями ШАБАК в результате оперативно-следственных мероприятий, в апреле 2014 года Мухаммед Кавасме, боевик ХАМАСа, живущий в секторе Газа, передал своему брату Хусаму Кавасме, жителю Хеврона 220 тысяч шекелей (около 60 тысяч долларов) на проведение террористической акции. Деньги передавались мелкими суммами через мать Хусама и через иные каналы. Для выполнения операции Хусам привлёк ещё одного своего брата — Маруана Кавасме и жителя Хеврона Амара абу-Айша. Две краденные машины с израильскими номерами: одну для похищения израильтян, а вторую для бегства — помог приобрести родственник Абу-Айши по имени Ноах. Через активиста ХАМАСа Аднана Зейро были куплены две винтовки, два пистолета и патроны к ним.
Хусама Кавасме поймали при попытке бегства в Иорданию. Вместе с ним арестовали и остальных упомянутых выше соучастников преступления, а также ещё двоих членов семьи Кавасме из Хеврона — Арафата Кавасме и Ахмеда Кавасме, прятавших террористов после похищения и убийства подростков. Маруану Кавасме и Амару абу-Айше удалось скрыться.
Ряд членов семьи Кавасме имеют уголовное прошлое. Хусам Кавасме с 1995 по 2002 год сидел в израильской тюрьме по обвинению в причастности к террористической деятельности и членстве в группировке ХАМАС. Финансировавший похищение и, предположительно, принимавший участие в его планировании Мухаммед Кавасме уже был приговорён к 20 годам лишения свободы за причастность к организации двойного теракта-самоубийства в Беэр-Шеве в августе 2004 года, в результате которого погибли 16 израильтян. В декабре 2011 года он был досрочно освобождён в рамках «сделки Шалита» и депортирован в сектор Газа. Ещё один член семьи Кавасме — Хасин Кавасме, не принимавший участия в похищении, отбывает пожизненное заключение в израильской тюрьме за организацию теракта в Иерусалиме, в результате которого погибла британская туристка и десятки человек получили ранения.

## Международная реакция
- Израиль:

13 июня премьер-министр Биньямин Нетаньяху, министр обороны Моше Яалон, министр внутренней безопасности Ицхак Аронович и руководители силовых структур провели совещание, о содержании которого не сообщалось.
14 июня вечером на пресс-конференции в Тель-Авиве Нетаньяху сообщил, что «наших ребят захватили в заложники террористы, в этом нет сомнений», а на следующий день он заявил: «❬…❭ сейчас я могу сказать то, чего я не мог сказать вчера, до проведения серии арестов: за похищение наших подростков ответственны люди ХАМАС». Позиция Нетаньяху воспринимается как попытка вбить клин между ФАТХ и ХАМАС, с тем, чтобы прекратить действие мирного соглашение апреля 2014 года, и дискредитировать Аббаса и его правительство, созданное при поддержке западных стран. 15 июня открывая заседание правительства Нетаньяху сказал, что за безопасность молодых людей отвечает «палестинский президент Махмуд Аббас», заявив, что:
Именно члены движения ХАМАС взяли в заложники наших подростков, и это — то же движение ХАМАС, которое Махмуд Аббас избрал себе в партнёры для формирования правительства национального согласия. Мы знаем, что за похищением стоят члены ХАМАС. Хочу предупредить, что этот шаг будет иметь далеко идущие последствия, и мы сделаем всё возможное, чтобы вернуть детей домой. Всё произошедшее <…> после включения представителей ХАМАС в состав правительства автономии только причиняет ущерб. Произошедшее является результатом включения в политику убийственной террористической организации.
В то же время глава генерального штаба армии Израиля Бени Ганц заявил, что еврейское государство «продвигается к широкомасштабной операции» на Западном берегу реки Иордан, цель которой «состоит в том, чтобы найти трёх подростков, доставить их домой и обрушиться со всей возможной мощью на ХАМАС, после чего — двигаться дальше»
ЦАХАЛ запустил социальную кампанию в интернете, выступающую в защиту безопасного возвращения подростков, под хештегом #BringBackOurBoys («Вернуть наших ребят»), похожим на недавнюю кампанию #BringBackOurGirls, начатую после похищения школьниц в Чибоке в Нигерии. В ответ на это, юрисконсульт палестинского отделения Фонда защиты детей Халид Кузмар сказал, что «с 2000 года от рук израильтян погибли 1400 палестинских детей, около 200 томятся в израильских тюрьмах, где их подвергают пыткам. Мы разделяем боль израильтян, но нельзя забывать и о боли палестинцев. Дети пропали на территории поселения, ответственность за их похищение лежит на Израиле, который возвёл это поселение». В это же время, в интернете разразилась «война снимков»: одни выкладывают свои снимки с плакатом «Верните наших ребят», а другие под тем же хештегом фотографии израильских солдат в момент ареста арабских подростков.
Вечером 15 июня у Стены плача в Иерусалиме состоялась молитва о спасении трёх похищенных подростков по инициативе главного раввината Израиля, главного сефардского раввина Ицхака Йосефа и главного ашкеназского раввина Давида Лау, на которую собрались более 25 тысяч человек. Массовая молитва состоялась и на площади Рабина в Тель-Авиве. Мать Гилада Шаэра, Бат-Галим Шаэр, обратилась к гражданам Израиля с просьбой продолжать молиться о спасении её сына и двух других подростков.
17-летний Мохамуд Зуэби из Нацрата опубликовал в соцсети видеообращение к похитителям подростков, назвав их «террористами» и призвав немедленно вернуть «наших детей». Он посоветовал Нетаньяху прекратить сотрудничество с палестинской администрацией, в которой сидят «самые главные террористы. Сегодня похитили трёх этих подростков, а завтра могут похитить меня или кого-то другого, неважно, еврея или араба». Оказалось, что он является близким родственником депутату Кнессета от БАЛАД Ханин Зоаби, в ответ на его обращение сказавшей, что израильская пропаганда находится в столь плачевном состоянии, что вынуждена была прибегнуть к помощи «несчастного и глупого ребёнка, который считает, что он должен все время извиняться перед сильным хозяином». Позже Ханин Зуэби заявила, что «похитители подростков не являются террористами», пояснив, что речь идёт о «людях, которые не видят никакой перспективы и вынуждены применять подобные методы борьбы до тех пор, пока израильское общество не очнётся», и её «удивляет то, что случившееся стало неожиданностью для Израиля». В ответ на это, министр иностранных дел Израиля и лидер партии НДИ Авигдор Либерман заявил, что «не только похитители являются террористами, но и сама Ханин Зуаби — террористка. Участь тех, кто осуществил похищение, и подстрекательницы Зуаби, оправдывающей это деяние, должна быть идентичной». Из-за поступающих угроз и жалоб к Зуэбе были приставлены телохранители, а Либерман заявил, что «слова Зуэби являются очевидным нарушением закона, запрещающего подстрекательство». Позже, когда Зуэби пришла в ресторан, хозяин назвал её «предательницей» и потребовал, чтобы она убралась из его заведения, подчеркнув, что демократия позволяет ему выгнать неугодного клиента и «это тебе за твои высказывания — ты не заслуживаешь равенства», а во дворе одной из школ Беэр-Шевы ультраправые еврейские активисты осуществили «акцию возмездия» («таг мехир»), в ходе которой они нанесли на стены надписи, в которых призывают «вернуть детей», нарисовали фашистскую свастику со словом «нацистка» рядом с именем Зуэби, и написали «арабы — шлюхи» и «смерть террористам».
В тот же день, родители похищенных встретились в первый раз в доме семьи Френкель и провели вместе более часа за закрытыми дверями.
- Государство Палестина / Палестинская национальная администрация:

Пресс-секретарь движения ХАМАС в секторе Газа Сами Абу-Зухри сказал, что «эти глупые заявления Нетаньяху — блеф, уловка, призванная раздобыть информацию. Оккупанты полностью отвечают за эскалацию на Западном берегу, за атаки против наших людей и руководства». Представитель палестинских сил безопасности бригадный генерал Аднан Димейри назвал заявления Нетаньяху неприемлемым, отметив, что похищение, если оно имело место, произошло в зоне С, которую контролирует Израиль. Представитель движения ФАТХ Аббас Заки сказал, что «тут налицо недостатки или сбой в работе израильской службы безопасности. Пропавшие подростки находились в зоне „С“ под полным контролем израильтян. Эта зона — стратегически важный район, здесь расположены в израильские военные базы». Позже, в ходе внеочередной сессии члены Исполнительного комитета Организации освобождения Палестины обвинили Израиль в «терроризме» и отвергли возлагаемую на Палестинскую администрацию вину за похищение подростков.
16 июня Махмуд Аббас позвонил Биньямину Нетаньяху. В ходе разговора они обсудили ситуацию вокруг похищения подростков. Нетанияху, в частности сказал, что ожидает от Аббаса «помощи в возвращении похищенных подростков и поимке похитителей», и что «террористы вышли с территории, находящейся под контролем ПНА, и вернулись туда же. Этот инцидент вновь демонстрирует лицо террора, с которым мы ведём борьбу. Стало очевидно, что союз с ХАМАС плох для Израиля, плох для палестинцев и плох для всего региона». В тот же день, в распространённом заявлении канцелярии М. Аббаса отмечалось, что
Палестинское руководство осуждает события, начавшиеся с похищения трёх подростков и приведшие к нарушениям со стороны Израиля. Президент подтвердил необходимость для обеих сторон воздерживаться от насилия, в особенности учитывая, что он твёрдо намерен продолжать интенсивные усилия по освобождению палестинских заключённых из израильских тюрем в тот момент, когда будет подписано окончательное мирное соглашение с Израилем.
При этом на проходившем в Рамалле 17 июня заседании правительства национального единства министры не осудили похищение подростков и обратились к мировому сообществу с требованием «защитить палестинский народ от израильской агрессии».
18 июня Аббас заявил, что похитители хотят погубить палестинцев, отметив, что «мы работаем вместе с Израилем, чтобы найти и вернуть на родину подростков», так как «они такие же люди, как и мы, а палестинцы хотят защищать жизни всех людей».
21 июня на встрече с журналистами из арабских стран Председатель Палестинской национальной администрации Махмуд Аббас заявил, что «ни один человек не знает, кто стоит за похищением израильских подростков, и нет ни одного доказательства, что это сделал ХАМАС. Израиль везде, где только можно всё время повторяет, что похититель — ХАМАС, но где подтверждения этого? Никаких свидетельств этому нет».
- США:

13 июня Государственный секретарь США Джон Керри Махмудом Аббасом и обсудил вероятное похищение троих подростков. Затем Керри побеседовал с Нетаньяху, в ходе разговора последний возложил на Аббаса ответственность за благополучие исчезнувших подростков, подчеркнув, что происходящее стало результатом присоединения ХАМАС к палестинскому правительству. После этого, Керри сказал, что:
Соединённые Штаты решительно осуждают похищение трёх израильских подростков и требуют их немедленного освобождения. В своих мыслях и молитвах мы с родными пропавших подростков. Мы надеемся на их скорейшее возвращение домой. Мы продолжаем оказывать Израилю всестороннюю поддержку в розыске пропавших подростков и поддерживаем всестороннее сотрудничество между израильскими и палестинскими службами безопасности. Мы стремимся получить подробную информацию о тех, кто виновен в совершении этого отвратительно теракта, хотя многое указывает на причастность ХАМАС. Продолжая собирать информацию, мы вновь заявляем о нашей позиции, согласно которой ХАМАС является террористической организацией, известной своими нападениями на мирных жителей и в прошлом похищавшей людей
.
- ООН:

15 июня официальный представитель генерального секретаря ООН Пан Ги Муна Фархан Хак сообщил, что «генеральный секретарь осуждает похищение 12 июня трёх израильских студентов, двое из которых несовершеннолетние, на западном берегу реки Иордан», призвав все заинтересованные стороны сохранять сдержанность и содействовать безопасному освобождению похищенных и вновь выразив озабоченность насильственными столкновениями на месте происшествия, которые привели к людским потерям. Хак отметил, что не имеет «никаких конкретных доказательств» того, что подростки были «на самом деле» похищены ХАМАС, и ни один институт ООН не располагает результатами «независимого расследования», которые могут подтвердить сам факт похищения.
Специальный посланник ООН на Ближнем Востоке Роберт Серри от имени организации предложил Израилю помощь в переговорах по освобождению похищенных подростков, подчеркнув, что он не уверен в том, что существует прямая связь между похищением подростков и созданием палестинского правительства национального единства, однако если выяснится, что за преступлением стоит ХАМАС, то «это будет иметь очень серьёзные последствия».
26 июня Совет Безопасности ООН отклонил проект резолюции Саудовской Аравии, Катара, Кувейта и Ирана с требованием официально осудить действия Израиля в Иудее и Самарии, предпринимаемые в рамках операции по поиску пропавших подростков. Ранее не была принята резолюция, предложенная представителем России Виталием Чуркиным и осуждающая убийство израильской армией палестинцев, из-за разногласий между членами СБ ООН, так как представитель Иордании посчитал текст резолюции слишком мягким, а представитель США объявил о не согласии с критикой в адрес Израиля.
Позже, в Женеве заместитель Верховного комиссара ООН по правам человека Флавия Пансиери встретилась с матерями трёх похищенных подростков, выразила искреннее сочувствие и надежду на их скорейшее возвращение, обратив при этом внимание также и на страдания палестинских матерей, чьи дети погибли или были ранены в ходе поисковой операции израильских сил безопасности. На брифинге пресс-секретарь Управления ООН по правам человека Руперт Колвилл сказал: «<…> мы с возрастающей обеспокоенностью следим за ситуацией с правами человека в контексте продолжающейся операции израильских сил безопасности после того, как две недели назад, 12 июня, трое израильских подростков пропали возле города Хеврон на оккупированном Западном берегу».
- Норвегия:

16 июня Министр иностранных дел Норвегии Берге Бернде в своём заявлении осудил похищение троих подростков, потребовав немедленно вернуть похищенных, а также прекратить обстрел израильской территории со стороны Сектора Газа.
- Европейский Союз:

17 июня Верховный представитель Европейского Союза по иностранным делам и политике безопасности Кэтрин Эштон в своём заявлении сказала, что:
Мы решительно осуждаем похищение трёх израильских учеников на Западном берегу реки Иордан. Мы призываем немедленно их освободить, чтобы они могли безопасно вернуться к своим семьям. Такие действия могут только подорвать международные усилия по возобновлению мирных переговоров. Мы пристально следим за развитием событий и поддерживаем постоянную связь с нашими израильскими и палестинскими коллегами
.

## Поимка и наказание преступников
23 сентября 2014 года террористы ХАМАСа Марван Кавасми и Амар Абу Эйша, ответственные за убийство Нафтали Френкеля, Гилада Шаара и Эяля Ифраха, оказали сопротивление при задержании и были убиты во время перестрелки с силами безопасности Израиля.

## В искусстве
Наши парни (2019, сериал, Израиль), реж. Д. Седар, Т. Абу Вайль.